# Torneo di Viareggio 1949
Il Torneo di Viareggio 1949 è stata la prima edizione del torneo calcistico riservato alle formazioni giovanili di squadre di tutto il mondo ed organizzato dalla CGC Viareggio. Ad aggiudicarsi il torneo è stato il Milan.
Le 10 squadre partecipanti arrivavano da 3 Paesi differenti e la maggior parte di esse, 7, dall'Italia.

## Formato
Il torneo prevedeva un turno preliminare composto di due sole partite per ridurre il numero delle formazioni a otto. Seguivano poi quarti di finale, semifinali e finali per il primo e il terzo posto.

## Squadre partecipanti
Squadre italiane
- Fiorentina
- Lazio
- Livorno
- Lucchese
- Milan
- Sampdoria
- Viareggio

Squadre europee
- Mentone -
- Nizza -
- Bellinzona -

## Turno preliminare
|            | Preliminare |          |
| ---------- | ----------- | -------- |
| Viareggio  | 4 - 1       | Livorno  |
| Fiorentina | 8 - 0       | Lucchese |

## Tabellone torneo
|  | Quarti di finale | Quarti di finale |       |            | Semifinali                | Semifinali                |  |  | Finale | Finale |
|  |                  |                  |       |            |                           |                           |  |  |        |        |
|  |                  |                  |       |            |                           |                           |  |  |        |        |
|  |                  |                  |       |            |                           |                           |  |  |        |        |
|  | Milan            | 6                |       |            |                           |                           |  |  |        |        |
|  | Milan            | 6                |       |            |                           |                           |  |  |        |        |
|  | Nizza            | 3                |       |            |                           |                           |  |  |        |        |
|  | Nizza            | 3                | Milan | 4          |                           |                           |  |  |        |        |
|  |                  |                  | Milan | 4          |                           |                           |  |  |        |        |
|  |                  | Bellinzona       | 0     |            |                           |                           |  |  |        |        |
|  | Bellinzona       | Bellinzona       | 0     | 0          |                           |                           |  |  |        |        |
|  | Bellinzona       |                  |       | 0          |                           |                           |  |  |        |        |
|  | Fiorentina       | 0                |       |            |                           |                           |  |  |        |        |
|  | Fiorentina       | 0                | Milan | 5          |                           |                           |  |  |        |        |
|  |                  |                  | Milan | 5          |                           |                           |  |  |        |        |
|  |                  | Lazio            | 1     |            |                           |                           |  |  |        |        |
|  | Lazio            | Lazio            | 1     | 3          |                           |                           |  |  |        |        |
|  | Lazio            |                  |       | 3          |                           |                           |  |  |        |        |
|  | Viareggio        | 1                |       |            |                           |                           |  |  |        |        |
|  | Viareggio        | 1                | Lazio | 2          | Finale per il terzo posto | Finale per il terzo posto |  |  |        |        |
|  |                  |                  | Lazio | 2          | Finale per il terzo posto | Finale per il terzo posto |  |  |        |        |
|  |                  | Sampdoria        | 1     |            |                           |                           |  |  |        |        |
|  | Sampdoria        | Sampdoria        | 1     | 7          | Sampdoria                 | 5                         |  |  |        |        |
|  | Sampdoria        |                  |       | 7          | Sampdoria                 | 5                         |  |  |        |        |
|  | Mentone          | 1                |       | Bellinzona | 1                         |                           |  |  |        |        |
|  | Mentone          | 1                |       |            | 1                         |                           |  |  |        |        |
|  |                  |                  |       |            |                           |                           |  |  |        |        |
|  |                  |                  |       |            |                           |                           |  |  |        |        |

## Finale
| Squadra 1 | Risultato | Squadra 2 |
| --------- | --------- | --------- |
| Milan     | 5 - 1     | Lazio     |

| Arbitro: | Pera (Firenze) |

|                                                                                              |            |                                                                                       |
| Poletti 1’ Santagostino 23’ Manenti 43’, 82’ Lega 48’                                        | Marcatori  | 71’ (rig.) Rosati                                                                     |
| Bardelli Belloni Biancardi Angelini Zonch Tagliabue Crippa Manenti Santagostino Lega Poletti | Formazioni | Pagliara Bertea Ciaralli Brunori Malfetta Spurio Ceresi Rosati Benassi Coletta Lucchi |